# Regina Mingotti
Regina Mingotti, née le 16 février 1722 à Naples et morte le 1er octobre 1808 à Neubourg-sur-le-Danube, est une soprano d'opéra, connue pour avoir été une des premières femmes à diriger une compagnie d'opéra à Londres.

## Biographie
Le père de Regina Mingotti est un officier de l'armée autrichienne, stationné en Italie, où elle nait. A sa mort, à Grätz en Silésie, Regina est confiée aux soins de son oncle. Il l'inscrit dans un couvent, où elle reçoit des cours de chant.
Elle rejoint la troupe d'opéra de Hambourg et y chante entre 1743 et 1747. Elle épouse l'impresario Pietro Mingotti. Alors qu'elle est encore avec son mari, Regina s'installe à Dresde, où elle étudie avec le célèbre compositeur Nicola Porpora. Elle remporte de grands succès à l'opéra, suscitant la jalousie de la prima donna régnante de cette compagnie, Faustina Bordoni.
En 1747, elle crée le rôle d'Ercole (Hercule) dans Le nozze d'Ercole e d'Ebe de Gluck et est très appréciée pour ses talents d'actrice tout au long de sa carrière, en particulier dans des rôles de culotte comme celui-ci. Elle passe de 1751 à 1753 à Madrid, apparaissant dans des opéras sous la direction du célèbre castrat Farinelli. Par la suite, elle chante à Paris et fait ses débuts à Londres, où elle devient une grande star.
Elle y compose et publie des chansons ainsi que des pamphlets dirigés contre le directeur du théâtre. Regina le fait renvoyer et reprend elle-même la direction du théâtre, tout en continuant à jouer dans les représentations. Elle devient ainsi la première femme à diriger une compagnie d'opéra en Grande-Bretagne. Après des tournées en Italie, elle se retire d'abord à Munich puis à Neubourg.
Regina Mingotti est louée par le musicologue anglais Charles Burney comme une « parfaite maîtresse de son art » du chant et égale en « intelligence musicale » à n'importe quel compositeur qu'il connaissait.